# Nyolc évszak
A Nyolc évszak 1987-ben készült nyolcrészes magyar tévéfilmsorozat; a késő nyolcvanas évek Magyarországán játszódik.
A sorozat címe utalás, hogy a cselekmény két év történéseit öleli fel: kétszer négy évszak, azaz nyolc évszak, nyolc fontos állomás a szereplők életében. A műsort az MTV 1 adta 1987. március 23. és május 12. között.

## Alaptörténet
|  | Alább a cselekmény részletei következnek! |

Borbás Brigi vidéki pedagógusházaspár gyermeke, aki viszont nem akar tanári pályára lépni, hanem a szívének engedelmeskedve színésznő szeretne lenni. Szülei tiltakozása ellenére Budapestre szökik és felvételizik a Színművészeti Főiskolára, ahol azonban elutasítják. Ott ismerkedik össze „Alex”-szel, azaz Nagy Sándorral, akivel hamarosan szerelembe bonyolódik. Mivel nem akar visszamenni, egy ismerős rokonnál, Klári néninél húzza meg magát és egy másik ismerősnél, Géza bácsinál vállal pincérnői állást, valamint Rudi bácsit is látogatja. Közben otthon Brigi apja, Laci bácsi őrjöng és Brigi után küldi bátyját, „Kis Lacit”, hogy minden ismeretségét latba vetve találja meg a lányt. Közben „Kis Laci” is megismer valakit, de a többi szereplő élete is furcsa kanyarokat vesz, sorsok, emberek, kapcsolatok, szerelmek váltakoznak.
|  | Itt a vége a cselekmény részletezésének! |

## Szereplők
- Borbás Brigi – Götz Anna
- Borbás László (Brigi apja) – Horváth Sándor
- Borbás Vali (Brigi anyja) – Csomós Mari
- Borbás Laci „Kis Laci” (Brigi bátyja) – Balkay Géza
- Alex – Bubik István
- Rudi bácsi – Kállai Ferenc
- Géza – Tordy Géza
- Sára – Esztergályos Cecília
- Juhász Ágnes „Ági” – Pápai Erika
- Székács Ádám – Papp Takács András
- Klári néni – Gobbi Hilda
- Tasnády Flóra – Hámori Ildikó
- Zenthe Zsolt – Cseke Péter
- Márta – Moór Mariann
- Berci bácsi – Szerencsi Hugó
- Dr. Pinczés János – Mácsai Pál
- Karcsi – Kaszás Attila
- Péterházi Emese – Simorjay Emese
- Péterházi Dóra – Szemere Vera
- Péterházi Ferenc – Benkő Gyula
- Igazgató – Fekete Tibor
- Csuday hadnagy – Vass Gábor
- Bözsike – Détár Enikő
- Nagy Nóra – Frajt Edit
- Gitta – Orosz Helga
- Jutka – Málnay Zsuzsa
- Takács József – Epres Attila

További szereplők: Jani Ildikó, Meszléry Judit, Boros Zoltán, Bod Teréz, Lux Ádám, Beregi Péter, Bíró Ica, Tóth Enikő, Kristóf Tibor és mások.

## Filmzene
| Dal címe              | Szerző                                      | Előadó                         |
| --------------------- | ------------------------------------------- | ------------------------------ |
| "Évszakok"            | Balázs Fecó, Horváth Attila                 | Balázs Fecó                    |
| "Szökj el!"           | Balázs Fecó, Horváth Attila                 | Balázs Fecó                    |
| "Nagy titok"          | Dolly Roll                                  | Dolly Roll                     |
| "Jó veled"            | Tolcsvay László, Tolcsvay Béla              | Tolcsvay Béla, Kováts Kriszta  |
| "Az ünnep az jó!"     | Mohai Tamás, Silye Sándor                   | Faxni együttes                 |
| "Miért nem hiszed el" | Pásztor László, Jakab György, Hatvany Emese | Neoton Família                 |
| "Roncsderbi"          | Dolly Roll                                  | Dolly Roll                     |
| "Tavalyi hó"          | Bornai Tibor                                | Bornai Tibor                   |
| "Valami mást"         | Tolcsvay László, Tolcsvay Béla              | Tolcsvay Béla                  |
| "Vége már"            | Bornai Tibor                                | Bornai Tibor                   |
| "Nem vagy egyedül"    | V.M. Band, Márkus József                    | V.M. Band                      |
| "Dal a repülésről"    | Pásztor László, Jakab György, Hatvany Emese | Neoton Família                 |
| "Vár a munka"         | Tolcsvay László, Tolcsvay Béla              | Tolcsvay László, Tolcsvay Béla |
| "Hangulatjáték"       | Szikora Róbert                              | R-GO                           |
| "Ne tagadd el!"       | Szikora Róbert                              | R-GO                           |
| "Semmi gond"          | Fényes Szabolcs, Szenes Iván                | Götz Anna, Kállai Ferenc       |

## Külső hivatkozások
- Nyolc évszak a PORT.hu-n (magyarul)
- Nyolc évszak az Internet Movie Database oldalon (angolul)